# Orchi-serapias
Orchi-serapias là một chi thực vật có hoa trong họ Lan.